# ذا نورث فيس
ذا نورث فيس (بالإنجليزية: The North Face)‏ هي شركة أمريكية تصنع الأحذية والملابس والمعدات الرياضية. تأسست في عام 1968 على يد دوغلاس تومبكينز وسوزي تومبكينز في ألاميدا، كاليفورنيا. شعار الشركة مستوحى من جبل نصف القبة المتواجد في منتزه يوسيميتي الوطني.

## التاريخ
بدأت ذا نورث فيس في عام 1968 كمتجر بيع بالتجزئة لمعدات التسلق في سان فرانسيسكو، أسسها دوغلاس تومبكينز وزوجته  سوزي تومبكينز.
تم استلها شعار ذا نورث فيس من شكل جبل نصف القبة المتواجد في منتزه يوسيميتي الوطني.
في عام 2000، استحوذت شركة في إف القابضة على ذا نورث فيس في صفقة قيمتها 25.4 مليون دولار أمريكي وأصبحت الشركة تابعة ومملوكة بالكامل لها.
في عام 2008 رفعت ذا نورث فيس دعوة قضائية في محكمة المنطقة الشرقية في ولاية ميزوري ضد شركة ذا سود بوت ومؤسسها جيمس أي. فينكلمان الابن وضد أي شركة تداولت أو قامت بالتصنيع والتسويق لهذه العلامة التجارية المزعومة بسبب انتهاكها لحقوق التأليف والنشر.  بعد أن أمرت المحكمة بالوساطة في القضية، توصل الطرفان إلى اتفاق تسوية واغلقت القضية في 1 أبريل 2010، ومع ذلك في أكتوبر 2012، اعترف جيمس أي. فينكلمان الابن في المحكمة أنه ووالده انتهكوا مجددا اتفاقية التسوية مع ذا نورث فيس ووافقوا على دفع غرامة قدرها 65000 دولار أمريكي، وهو مبلغ سيتم تخفيضه بمقدار 1000 دولار أمريكي لكل شهر من الدفع.
كان المقر الرئيسي للشركة سابقًا في ألاميدا، كاليفورنيا، في نفس الموقع مع علامة جان سبورت ‏ المنتمية لنفس الشبكة. في عام 2020، انتقل المقر الرئيسي للشركة إلى دنفر، كولورادو.

## التسويق
بحلول عام 1997، توسع مشتروا ملابس ذا نورث فيس إلى ما وراء أولئك الذين يبحثون عن الملابس الرياضية للتزلج والتسلق وغيرها من الأنشطة الرياضية الخارجية، حيث أصبح مغنوا الراب في مدينة نيويورك زبناء مهمين لكنهم ظلوا جزءًا صغيرًا فقط من زبناء الشركة.
في عام 2005، أصبحت علامة ذا نورث فيس ماركة متميزة ورمزا للمكانة، ذلك ما عرض من يرتدون ملابس ذا نورث فيس للسطو خاصة في مقاطعة برينس جورج. كما حدث أمر مشابه في كوريا الجنوبية في أوائل عام 2010 حيث تعرض مجموعة من الأطفال للمضايقة أو لسرقة ملابسهم في شمال البلاد.

## روابط خارجية
- الموقع الرسمي
- VF Corporation